# Sheila

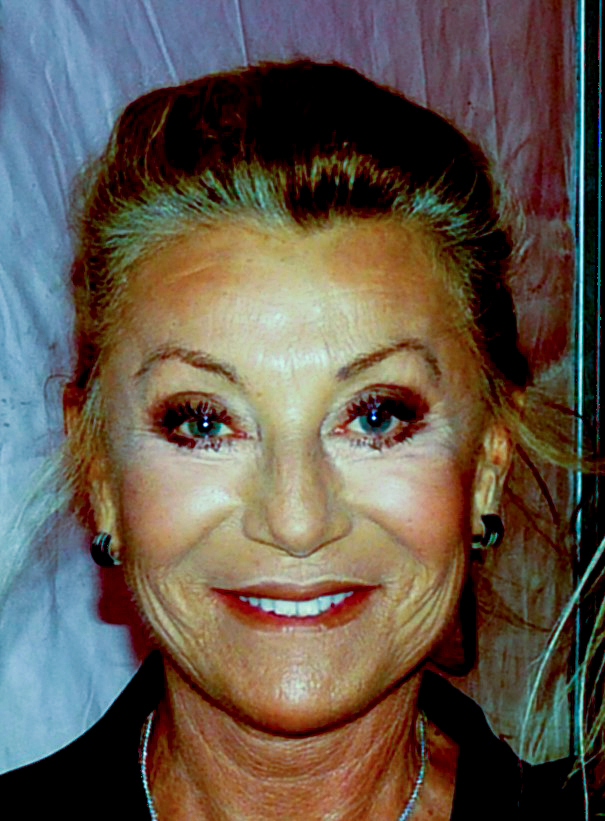
Sheila, 2012.

Sheila är ett kvinnligt förnamn som härstammar från det iriska namnet Síle/Sìle. 31 december 2019 fanns det totalt 391 personer i Sverige med namnet, varav 283 med det som tilltalsnamn.

## Personer med namnet Sheila
- Sheila (sångare), fransk sångerska, Annie Chancel.
- Sheila Chandra, engelsk popsångerska.
- Sheila Cherfilus-McCormick, amerikansk politiker.
- Sheila Dikshit, indisk politiker.
- Sheila Haxhiraj, albansk sångerska.
- Sheila Jordan, amerikansk jazzsångerska
- Sheila Hicks, amerikansk konstnär
- Sheila Snickars, svensk textilkonstnär och designer